# Análise transacional
A Análise Transacional é um método psicológico criado em 1956 pelo psiquiatra Eric Berne.
Informalmente conhecida como AT,  estuda e analisa as trocas de estímulos e respostas, ou transações entre indivíduos. O nome original do método é Transactional Analysis. Os pressupostos básicos foram escritos por Claude Steiner** (Os Papéis que Vivemos na Vida), e são:
1. Todos nascemos OK, isto é, com potencial para viver, pensar, desfrutar.
2. Todas as doenças são curáveis, desde que se encontre a abordagem adequada.
Estes dizeres levam a crer que a AT diferencia caráter e personalidade. O caráter refere-se as tendências que trazemos, como por exemplo, tendência para a lealdade, passividade, alcoolismo, rebeldia (genética - gestação - parto - desenvolvimento neuromotor). Já a personalidade constitui-se da educação e sociedade, daquilo que provém do meio externo, ou seja, das informações de pais, professores, religião, cultura. Parece claro que a personalidade baseia-se também no caráter, mas não o inverso. A análise transacional é um estudo psicodinâmico, enfatizando que a pessoa pode modificar seus sentimentos, pensamentos e escolhas pelo autoconhecimento e desenvolvimento pessoal. Esta possibilidade é enfatizada em sua teoria básica, vinda de Berne, que são: estados de ego, transações, posição existencial e roteiro de vida. Nem o caráter, nem a personalidade devem coibir a autonomia possível do ser humano.
Para os Analistas Transacionais, portanto, o ser humano carrega em si a capacidade criativa, e fazendo-se uma metáfora,comparado a uma árvore, teria a seiva que passa pelo seu interior construtiva,a forma de seu tronco seria a personalidade e a madeira que constitui essa forma seria o caráter.
Traduzindo: esta essência boa refere-se à capacidade de viver e ser feliz independente de suas limitações biológicas, culturais e de educação.
CARÁTER + PERSONALIDADE = FORMAÇÃO DO SER.
Os conceitos principais básicos da AT são:
1. Teoria contratual
2. A estrutura da personalidade: Pai, Adulto e Criança e suas funções
3. Transações
4. Posições Existenciais
5. Jogos Psicológicos
6. Reconhecimento
7. Estruturação do tempo social
8. Os padrões emocionais: emoções naturais e as aprendidas
9. Script de vida: que decisões dirigem as escolhas das pessoas
10. Autonomia: fazendo escolhas conscientes e produtivas

## Estados do Ego
Na figura estão representados os órgãos psíquicos, os quais se manifestam fenomenologicamente e operacionalmente através dos três estados de Ego correspondentes, que são eles Pai, Adulto e Criança. Os estados do ego são manifestações dos órgãos psíquicos, podendo compreendê-los da seguinte forma:
- Estado de Ego Pai - Exteropsique (formada a partir da influência de pais e familiares)
- Estado de Ego Adulto - Neopsiquê (aquisição de informações, contato objetivo com a realidade)
- Estado de Ego Criança - Arqueopsiquê (processos fisiológicos, experiências desde o nascimento, pensamento mágico, emoções, adaptações.

O estado de ego pai é o reservatório de normas e valores, de conceitos e modelos de conduta, surge no indivíduo por volta dos 3 anos de idade e suas principais fontes são os pais, (ou substitutos) e outros familiares e pessoas que convivam com a criança e tenham uma figura de autoridade e importância na vida dela. Está sujeito a influências culturais e impões à pessoa ações, regras e programas de conduta.
O estado de ego adulto é a parte da Personalidade do indivíduo que recebe informações de fora para dentro, as analisa, as compara e toma decisões baseado no seu banco de dados. É a parte racional do ser humano, que adquire conceitos pensados da vida desprovidos de influências sentimentais. Seria segundo Kertész, o hemisfério esquerdo do cérebro, nos destros. Sua função básica é trabalhar, estudar e operacionar.
O estado de ego criança surge logo que se nasce. É o primeiro estado de ego a emergir no ser humano e representa as emoções básicas como alegria, amor, prazer, tristeza, raiva e medo. Esta é a parte mais autêntica do ser humano e também a mais reprimida pela educação. Segundo Kertész(1977) representada pelo hemisfério direito do cérebro dos destros, hemisfério esse que processa os sonhos, as imagens, estimulado quando se usa a criatividade e a arte.
Carícias
A análise transacional é uma das poucas abordagens da psicologia que fala de maneira científica sobre o amor, a partir de seus pressupostos (Steiner) e pelo instrumento chamado carícias (assim traduzido do inglês Strokes): são estímulos dirigidos que transmitem aceitação incondicional (pelo que a pessoa é) e condicional (pelo que a pessoa faz ou tem).
"Carícias são estímulos sociais dirigidos de um ser vivo a outro, o qual, por sua vez, reconhece a existência daquele." (Kertész)***
O ser humano tem necessidade de carícias assim como tem necessidade de alimento. Isso pode ser observado nos bebês, muitas pesquisas já provaram que o contato físico dos bebês com a mãe ou com quem os alimenta é de importância vital para sua sobrevivência. Neste ponto Berne tem grande influência da psicanálise, quando sugere o contato físico dos bebês com suas mães algo prazeroso, algo semelhante ao prazer sexual sugerido por Freud.
Berne (1962) sugere quatro "fomes" vitais:
- Fome de estímulo:De onde provém os estímulos sensoriais da visão, da audição, do tato, olfato e paladar.
- Fome de reconhecimento:Onde os atos ou palavras são estímulos especiais para o comportamento.
- Fome de contato:Nesta categoria encontra-se a carícia física propriamente dita, não necessariamente apenas aquelas agradáveis, mas também a própria dor é considerada uma fome de contato.
- Fome sexual:De onde pode-se saciar todas as outras fomes.

Outro estudo, feito por Harlow, em seu laboratório experimental mostrou a importância do contato físico para o apego: macacos separados de suas mães ao nascer eram colocados em mães substitutas feitas de arames. Uma das mães foi coberta com um tecido felpudo e macio. O alimento era colocado na mãe de arame sem o tecido e era oferecido para os macaquinhos as duas mães. A grande maioria dos macacos, se alimentavam na mãe de arame e saciada a fome corriam para a mãe felpuda, passando com ela a maior parte do tempo, mostrando assim que o contato físico superava a própria fonte de alimentação, o apego era maior com a mãe adotiva que lhes dava carícias que com a mãe adotiva que lhes dava o alimento.
Para Berne ficava claro a importância do contato físico, e que o estímulo é a  "unidade básica da ação social", sendo tão importante para a sobrevivência do ser humano como o alimento e o ar que se respira.